# Мехмед Али-паша
Мехме́д Али́-паша́ (тур. Mehmet Ali Paşa — псевдоним; настоящее имя — Карл Детроа́ (нем. Ludwig Karl Friedrich Detroit (Detroy)); 18 ноября 1827, Бранденбург-на-Хафеле — 7 сентября 1878, Джяковица) — османский офицер немецкого происхождения. Турецкий маршал (1877 год). Участник русско-турецкой войны 1877—1878 годов.

## Биография
Родился 18 ноября 1827 в Бранденбурге-на-Хафеле (Пруссия) в семье потомков гугенотов. В 12 лет начал служить юнгой, в Стамбуле принял ислам под именем Мехмед Али и поступил в военное училище.
В 1846 году Али-паша, который в 1852 году стал великим визирем, отправил его учиться в военную школу. Он получил приказ идти в ряды османской армии в 1853 году и воевать против России в Крымской войне. Получил чин бригадного генерала и Паши в 1865 году. Участвовал в подавлении восстания в Боснии и Герцеговине в качестве командира армейского корпуса.
18 июля 1877 года занял должность маршала, которую занимал Абдулкерим Надир-паша. Таким образом, он командовал османской армией в оккупированной Болгарии.
Несмотря на военные успехи в русско-турецкой войне, он не имел никакой политической поддержки и 2 октября 1877 года был уволен со своей должности.
После падения Плевны Мехмед Али был назначен командиром Орханийской армии (25 470 солдат) 22 октября (2 ноября) 1877 года, которая была создана, чтобы защитить Константинополь. Ему не удалось предотвратить натиск русских во главе с генерал-лейтенантом Иосифом Гурко, который выиграл битву при Правеце. 22 ноября (4 декабря) 1877 года был освобождён от должности и заменён Шакир-пашой, .

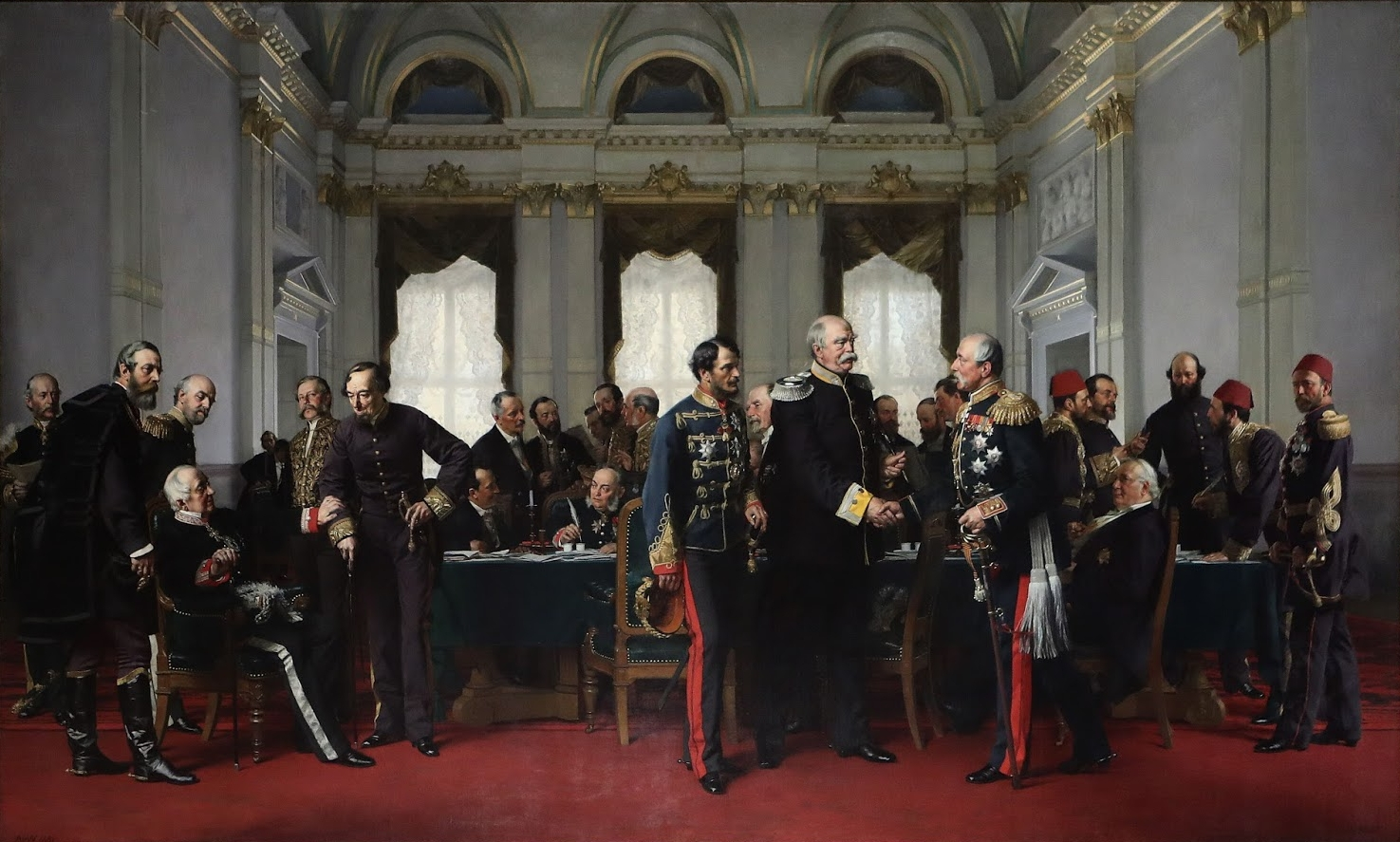
Берлинский конгресс

В июне 1878 года он присоединился к делегации Османской империи, в которой принял участие во главе с Александром Каратеодори на Берлинском конгрессе. Там он был вторым делегатом от Османской империи.
Сразу же после Берлинского конгресса Мехмед Али был отправлен в приграничную зону Черногории — Албании для подавления восстания. Был убит 7 сентября 1878 года в Джяковице албанскими повстанцами во главе с Сулейманом Вокши.
Мехмед Али изображён на знаменитой картине немецкого художника Антона фон Вернера «Берлинский конгресс». Теодор Хойс, 1-й федеральный президент ФРГ, опубликовал в 1948 году очерк о нём. Среди его внуков и потомков были известные личности, такие как Назым Хикмет (поэт), Али Фуад Джебесой (генерал и министр) и Октай Рифат (писатель).